# Médula ósea roja
La médula ósea roja es la encargada de elaborar las células de la sangre, mediante un proceso llamado hematopoyesis, además de encargarse del almacenaje de las células grasas en pequeñas concentraciones; ésta se encuentra en su gran mayoría en huesos de gran tamaño como el fémur.

## Composición
La médula ósea roja es una sustancia muy irrigada (de ahí su color) que está compuesta de tejido conectivo y vasos sanguíneos, los cuales contienen:
- Eritrocitos
- Células macrófagas
- Megacariocitos
- Células grasas

## Producción
La médula ósea roja se encarga de elaborar y liberar al torrente sanguíneo leucocitos y eritrocitos en su gran mayoría.

## Ubicación
La medula ósea roja se encuentra fundamentalmente en los extremos de huesos largos (epífisis) como el húmero, fémur, entre otros, además también se encuentra en vértebras, costillas, esternón, cráneo y espínas ilíacas.